# MdCN
MdCN (Missile de Croisière Naval - ‚Marinemarschflugkörper‘) ist ein von Frankreich entwickelter Marschflugkörper für den Abschuss von Schiffen und U-Booten aus. Hersteller ist das europäische Konsortium MBDA.

## Entwicklung
Im Jahr 2004 entstand bei MBDA das Konzept zu einer schiffsgebundenen Ausführung des SCALP-Marschflugkörpers. Der angedachte Marschflugkörper trug die Bezeichnung SCALP-Naval und sollte eine Reichweite von rund 200–300 km besitzen. Im Dezember 2006 bekam MBDA von der französischen Direction générale de l’armement (DGA) den Auftrag zur Entwicklung eines Marschflugkörpers mit einer Reichweite von 800–1000 km. Der neue Marschflugkörper sollte sowohl von Schiffen wie auch von U-Booten zum Einsatz gebracht werden. Ab 2007 entwickelte MBDA auf der Basis des SCALP-Naval den MdCN. Dabei konnten die Entwickler auf die Komponenten des Storm-Shadow-Marschflugkörpers zurückgreifen. Im Mai 2010 erfolgte der erste Teststart. Im Juli 2012 erfolgte der erste Teststart von einer französischen Fregatte und im Oktober desselben Jahres erfolgte auf dem Raketentestgelände Biscarrosse der erste Teststart von einer Unterwasserplattform. Im Juli 2013 erfolgte ein Qualifikationsschießen durch die DGA. Bei diesem Test kam erstmals die Missionsplanungssoftware zum Einsatz und der Start des MdCN erfolgte aus der SYLVER A70-Senkrechtstartanlage. Die operationelle Reife auf Schiffen bei der Französischen Marine wurde 2014 erreicht und Ende 2016 war MdCN operationell. Die Französische Marine bestellte vorerst 150 MdCN (100 für Schiffe und 50 für U-Boote). Später soll der Bestand auf 250 MdCN vergrößert werden.
Auf der Messe Eurosatory 2024 wurde das Konzept einer fahrzeuggebundenen MdCN-Ausführung vorgestellt. Diese Ausführung  soll im Rahmen des Programmes „Frappe Longue Portée Terrestre (FLP-T)“ für die Französischen Streitkräfte sowie weitere NATO-Staaten entwickelt werden.

## Technik
Der MdCN-Marschflugkörper wurde dafür konzipiert, um tief in gegnerisches Territorium einzudringen und Bunker, Radaranlagen, militärische Führungseinrichtungen sowie wichtige Infrastrukturbauten zu zerstören. MdCN kann von Schiffen oder U-Booten zum Einsatz gebracht werden. Bei der Französischen Marine kommt MdCN auf den Fregatten der Aquitaine-Klasse und auf den U-Booten der Suffren-Klasse zum Einsatz. Bei der schiffsgebundenen Ausführung erfolgt der Transport und Start aus einer Senkrechtstartanlage wie z. B. SYLVER A70. Bei der U-Boot-basierten Ausführung wird der MdCN in einem versiegelten Schutzbehälter im Torpedoraum des U-Bootes gelagert. Für den Start wird der Schutzbehälter mit der Lenkwaffe in ein 533-mm-Standard-Torpedorohr geschoben. Der Schutzbehälter wird mittels Gasdruck aus dem Torpedorohr gestoßen. Nach dem Verlassen des Torpedorohres kann der Schutzbehälter einen vorprogrammierten Kurs zurücklegen und dann mittels eines Raketentriebwerkes zur Wasseroberfläche auftauchen. Nach dem Durchstoßen der Wasseroberfläche steigt der Schutzbehälter weiter auf eine bestimmte Flughöhe. Dort wird die Kappe des Schutzbehälters abgesprengt, der Raketenbooster des MdCN zündet und treibt diesen aus dem Schutzbehälter. Danach entfalten sich die Flügel und der Lufteinlass für das Turbojet-Marschtriebwerk wird ausgefahren. Nach dem Ausbrennen des Raketenboosters wird dieser abgeworfen und das Marschtriebwerk startet. Jetzt nimmt MdCN die Marschflughöhe ein. Das Marschtriebwerk sorgt für eine Fluggeschwindigkeit von Mach 0,7–0,8. Der Marschflug erfolgt im Tiefflug. Die Steuerung erfolgt in dieser Flugphase mittels Globalem Navigationssatellitensystem und einem Inertialen Navigationssystem. Für den Flugweg können eine unbekannte Anzahl von Navigations-Wegpunkte festgelegt werden, die MdCN der Reihe nach abfliegt. Über das 2-Weg-Datenlink sind die Bediener jederzeit über den Flugweg und Status der Lenkwaffen im Bilde. Für den Zielanflug kommt ein TERPROM-System (Terrain Profile Matching) zum Einsatz. Dieses verwendet neben Radar eine abbildende Infrarotkamera mit digitaler Bildverarbeitung. Im Zielgebiet suchen diese Sensoren die zuvor eingespeicherten Strukturen und vermisst deren Lage im Raum. Durch eine Vergleichsrechnung zwischen Soll- und vermessener Position wird dann eine Kurskorrektur errechnet und das Ziel angeflogen. Auch hier kann ein Bediener über das Datenlink manuelle Kursänderungen vornehmen. Gemäß Herstellerangaben liegt die Treffgenauigkeit bei 1–5 m. Der Zünder hat unterschiedliche Modi und kann in Abhängigkeit zur Zielbeschaffenheit entsprechend eingestellt werden (Aufschlag oder Verzögerung). Damit lassen sich ungepanzerte Ziele, verbunkerte Betonbauten sowie Ziele unter der Erdoberfläche bekämpfen.

## Einsatz
Der erste Gefechtseinsatz des MdCN erfolgte am 14. April 2018 im Rahmen des Luftangriffs auf Damaskus und Homs (franz. Opération Hamilton). Dabei feuerte die französische Fregatte Languedoc (D653) vom Mittelmeer aus drei MdCN-Marschflugkörper auf Ziele in Syrien ab. Daneben sollten auch die beiden Fregatten Aquitaine (D650) und Auvergne (D654) weitere MdCN-Marschflugkörper starten, was aber infolge eines technischen Defektes misslang.

## Verbreitung
- Frankreich